# Predica
Predica, abgeleitet als Abkürzung von Prevoyance Dialogue de Crédit Agricole, ist ein französisches Lebensversicherungsunternehmen mit Sitz in Paris. Das Unternehmen ist eine hundertprozentige Tochter der Crédit Agricole und gehört mit Beitragseinnahmen von 18,2 Mrd. Euro im Jahr 2020 zu den führenden Lebensversicherern auf dem französischen Markt.

## Geschichte und Hintergrund
Predica wurde 1986 im Sinne des seinerzeit populären Allfinanzansatzes der genossenschaftlich organisierten Crédit-Agricole-Gruppe gegründet, um das Angebot des Bankennetzes bezüglich Sparen und Vorsorge auf Lebensversicherungen auszuweiten. Im Zuge des Erwerbs der Crédit Lyonnais durch die Crédit Agricole wurde im folgenden Jahr deren Lebensversicherungstochter UAF Vie auf die Predica verschmolzen.
2009 kam es zu einer Restrukturierung der Versicherungsaktivitäten innerhalb der Crédit-Agricole-Gruppe, hierzu wurde die Crédit agricole assurances als neue Zwischenholding gegründet, unterhalb der neben der Predica unter anderem auch das Sachversicherungsunternehmen Pacifica sowie der von Crédit Lyonnais übernommene Krankenversicherer La Médicale de France eingegliedert wurden.
Anfang 2022 verkaufte die Crédit agricole assurances ihre Tochter La Médicale de France an die Assicurazioni Generali für 435 Mio. Euro (heute ca. 470,8 Mio. Euro), die Transaktion umfasste auch den Verkauf des Sterbeversicherungsportfolios von Predica.